# فيديريكو ماغايانيس
فيديريكو ماغايانيس (بالإسبانية: Federico Magallanes)‏ (مواليد 28 أغسطس 1976) هو لاعب كرة قدم. يلعب مع منتخب الأوروغواي لكرة القدم. سبق له أن لعب في كأس العالم لكرة القدم مع منتخب بلاده.

## روابط خارجية
- فيديريكو ماغايانيس على موقع الاتحاد الدولي (مؤرشف)  (الإنجليزية)
- فيديريكو ماغايانيس على موقع قاعدة بيانات كرة القدم.إي يو (الإنجليزية)
- فيديريكو ماغايانيس على موقع بيانات كرة القدم. دي إي (الألمانية)
- فيديريكو ماغايانيس على موقع ناشيونال فوتبول تيمز (الإنجليزية)
- فيديريكو ماغايانيس على موقع Soccerway.com (الإنجليزية)
- فيديريكو ماغايانيس على موقع عالم كرة القدم.نت (الإنجليزية)
- فيديريكو ماغايانيس على موقع كووورة
- فيديريكو ماغايانيس على موقع AS.com (الإسبانية)